# Кормашов, Николай Иванович
Никола́й Ива́нович Кормашо́в (эст. Nikolai Kormašov; 28 августа 1929, Тургенево, Муромский район, Нижегородский край (в настоящее время — Меленковский район Владимирской области), РСФСР — 22 августа 2012, Таллин, Эстония) — эстонский художник, живописец и иконописец, реставратор, коллекционер, исследователь древнерусского изобразительного искусства и истории культуры северо-запада России; народный художник Эстонской ССР, почётный член Союза художников Эстонии.

## Биография
Родился 28 августа 1929 года в деревне Тургенево Владимирской области. По национальности — мордвин. В 1939 году семья переехала в Муром.
С 1947 по 1951 год учился в Ивановском художественном училище, директор которой смог добиться того, чтобы Николая не призвали на срочную службу в армию. После окончания в 1951 году художественного училища, приехал в Таллин и поступил в Государственный художественный институт Эстонской ССР на отделение живописи. Учился у Гюнтера Рейндорфа. В 1957 году, после окончания института, остался в Таллине в качестве свободного художника. В 1959 году был принят в состав Союза художников Эстонии.
В течение многих лет плодотворной творческой работы из молодого художника сформировался ведущий представитель сурового стиля в эстонском искусстве и известный реставратор православных икон. Он был одним из самых больших знатоков древнерусского искусства в Эстонии. Познакомившись в 1964 году и подружившись с наместником Псково-Печерского мужского монастыря Алипием (Вороновым), он стал собирать православные иконы и, в частности, иконы сету, а также предметы старины. В 1971 году в Государственном художественном музее Эстонской ССР прошла выставка икон из коллекции Кормашова, которая стала первой в Советском Союзе экспозицией частного собрания.
Реставрируя старые иконы, художник изучил технику этого искусства, его формальный и этический посыл, приобрёл широкие познания в истории его развития. Николай Кормашов считается создателем собственного направления в реставрации живописи; в 1977—1979 годах он был руководителем отдела реставрации Государственного художественного музея ЭССР.
В 1990 году выступил одним из основателей Объединения русских художников Эстонии, став его самым авторитетным членом. Принимал активное участие в создании Русского музея Эстонии, в формировании его коллекций и организации выставок.
В 1997—2003 годах в таллинском музее Миккеля была выставлена составленная Николаем Кормашовым экспозиция икон.
Николай Иванович Кормашов сыграл существенную роль в организации и становлении специальности «Иконопись и реставрация икон» в колледже Эстонской академии художеств.
Был членом жюри архитектурного конкурса на лучший проект церкви иконы Божией Матери «Скоропослушница» в таллинском районе Ласнамяэ (2005 год), во второй половине 2000-х годов являлся постоянным членом жюри ежегодного международного конкурса детского рисунка «Краски Земли».
Скоропостижно скончался в Таллине 22 августа 2012 года. Похоронен на таллинском Лесном кладбище.
В апреле 2018 года в музее Миккеля открылась экспозиция православных икон из собрания Николая Ивановича Кормашова.
По словам ведущего научного сотрудника московского музея древнерусского искусства имени Андрея Рублёва Наталии Комашко, коллекция Николая Кормашова в научном отношении является одним из самых содержательных частных собраний, а Кормашов — одним из самых серьёзных коллекционеров, которых она встречала.

## Творчество

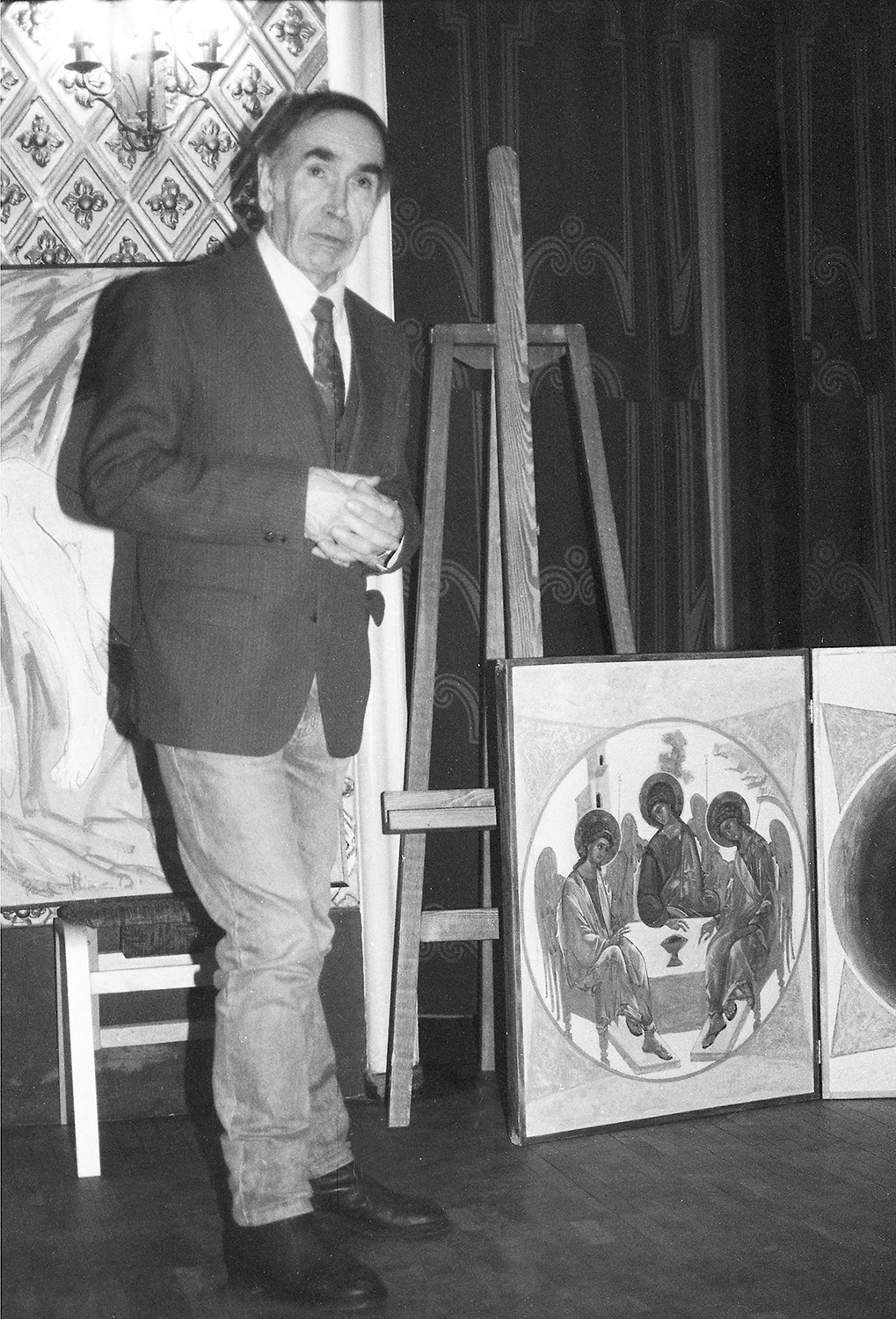
Николай Кормашов, 1994

Николай Кормашов — автор обобщённых, напряжённо-эмоциональных индустриальных пейзажей, композиций на современные темы, портретов. В 1960-х годах экспрессивное и монументальное искусство Николая Кормашова знатоками живописи было увязано с т.н. суровым стилем — главным направлением советского модернизма (полотна «Рыбаки» (1963), «Железобетон» (1965), «Молодые строители» (1967) и др.). В 1970-х годах он обратился к философски-аналитической живописи («Люди новой деревни» (1970), «Зелёная весна» (1972), «Хлеб» (1975) и другие работы). Николай Кормашов был одним из эстонских колористов с тончайшей цветопередачей, который использовал как сильные контрастные тона и противоположные цвета, так и мягкие и гармоничные цветовые аккорды. В 1974 году за картины «Моя Эстония» (“Minu Eestimaa” (1973)) и «Сыновья I—II» (“Pojad I—II” (1972, 1973)) художник получил художественную премию года имени Кристьяна Рауда. Его поэтический художественный язык увековечил сцены деревенской жизни, пейзажи и натюрморты, на создание которых его вдохновила Сетумаа (“Mi olõmi seto´h”, 1986–1994).
Большой заслугой художника является продвижение в новейшую историю искусства эстонских староверческих икон. Одной из крупнейших работ Николая Кормашова была совместная с младшим сыном Орестом реставрация уникального, древнейшего в Эстонии Иоанно-Петровского  иконостаса таллинской Никольской церкви.
Результатом своих усилий по коллекционированию и реставрации икон, по исследованию эстонской православной иконописи Николай Кормашов видел создание в Эстонии музея сакрального искусства, где присутствовали бы разные религии и конфессии; художник ещё при своей жизни был готов всё своё ценнейшее собрание передать музею.
Сам Николай Иванович Кормашов говорил:

Искусство иконы Эстонии — понятие не только спорное, но и невероятное. Тем не менее... старообрядческие иконы Латвии, Литвы и Эстонии носят свой неповторимый, отличный друг от друга образный строй. Поэтому надо признать существование местных писем: от икон сетуского круга XVII века до икон школы Гавриила Фролова XX столетия.

Работы Николая Кормашова с 1960-х по 1990-е годы хранятся в Эстонском художественном музее, Тартуском художественном музее, в Фонде Таллинского Дома искусства, в Третьяковской галерее (Москва), Русском музее (Санкт-Петербург), музее Людвига (Кёльн), Национальной картинной галерее Армении (Ереван), в музеях Перми, Вологды, Тюмени, Пскова и других собраниях искусства по всему миру.
Последними прижизненными персональными выставками Николая Кормашова стали посвящённая 80-летнему юбилею художника обзорная выставка в галерее Таллинского Дома искусства и выставка «В начале был этюд» («Alguses oli etüüd») в галерее «Haus», проведённые в 2009 году.
В 2012 году прошла посмертная персональная выставка художника «В поисках гармонии. Н. Кормашов 1929—2012», где экспонировались работы 1959—1978 годов, в 2013 году прошла вторая посмертная персональная выставка и был издан каталог «Сакрализованная современность: Живопись Н. Кормашова 1960-х гг.».

## Награды и звания
Награды и звания Николая Ивановича Кормашова:
- 1974 — Художественная премия имени Кристьяна Рауда[эст.]
- 1975 — Заслуженный художник Эстонской ССР
- 1980 — Народный художник Эстонской ССР
- 1999 — Орден Белой звезды 4 класса
- 2001 — Знак «За заслуги перед Таллином»[эст.]
- 2004 — республиканская премия по культуре имени И. Северянина
- Почётный член Союза художников Эстонии

## Фильмография
Киностудией «Таллинфильм», Министерством культуры Эстонской ССР и студией «VEK Production» были сняты документальные фильмы о Н. И. Кормашове:
- 1967 — Nikolai Kormašsov / Николай Кормашов, режиссёр Владимир Парвель;
- 1969 — Nikolai Kormašov 1969 / Николай Кормашов 1969, режиссёр Валерия Андерссон (Valeria Andersson);
- 1975 — Nikolai Kormašovi näituse avamine Moskvas 1975 / Открытие выставки Николая Кормашова в Москве 1975;
- 2004 —  Nikolai Kormašov ja vene ikoon / Николай Кормашов и русская икона, режиссёр Сергей Леденёв (Sergei Ledenjov).

## Фотографии
- Николай Кормашов. «Железобетон». Музей Куму
- Работы Николая Кормашова на сайте «Личности»

## Семья
- Жена – эстонская художница, керамист Лууле Кормашова[эст.] (род. 20.01.1935).
- Сын — эстонский художник, график Андрей Кормашов[эст.] (род.3.02.1957).
- Сын — эстонский художник Орест Кормашов[эст.] (род. 30.03.1964).
- Невестка — эстонская художница, керамист Яана Кормашов[эст.] (род. 14.05.1966).